# 1 Wschodnia Eskadra Lotnicza
1 Wschodnia Eskadra Lotnicza (niem. 1. Ostflieger Staffel) – rosyjska kolaboracyjna jednostka lotnicza w służbie Niemiec podczas II wojny światowej.

## Historia
Eskadra została utworzona w grudniu 1943 r. spośród jeńców wojennych z Armii Czerwonej (pilotów, nawigatorów, strzelców pokładowych). Przeniesiono ich do obozu w Krzywólce koło Suwałk, gdzie byli traktowani o wiele lepiej niż pozostali jeńcy – zostali umundurowani, dostawali racje żywnościowe równe niemieckim oraz płacono im żołd w wysokości 16 marek miesięcznie. Dowództwo jednostki objął rosyjski emigrant kpt. Michaił W. Tarnowski. Funkcję szefa sztabu pełnił kpt. Władimir J. Uniszewski. Oficerem nadzorującym był ppłk G. Holters, od którego nazwiska eskadrę nazywano też nieformalnie „Grupą Holtersa” (Gruppe Holters).  
Na froncie jednostka prowadziła zadania związane z powietrznym rozpoznaniem oraz przerzucaniem za linie sowieckie materiałów propagandowych i spadochroniarzy-zwiadowców. Niemcy wyposażyli ją w samoloty sowieckie i niemieckie: zdobyczne Polikarpow Po-2 (kukuruźniki) i UT-2 oraz szkolne Arado Ar 66 i Gotha Go 145. Wykonała ona ok. 100 lotów, tracąc 3 maszyny oraz 9 zabitych i 12 rannych. 
Eskadra istniała do września 1944 r., kiedy ją rozformowano wraz z innymi wschodnimi jednostkami lotniczymi Luftwaffe. Doprowadziła do tego też dezercja 3 pilotów, którzy na swoich samolotach przelecieli 3 lipca 1944 do partyzantów (Władimir Moskalec, Aram Karapetjan, Pantalejmon Czkuaseli). Ponadto zabrali oni ze sobą jeszcze trzech pasażerów (z pilotami w drugich kokpitach polecieli odpowiednio: mechanik zajmujący się samolotem Moskalca, nawigator ppor. Gorski oraz dziewczyna Sima). Ucieczka była odpowiedzią na śmierć lotniczą kpt. W. J. Uniszewskiego, o której zaaranżowanie byli oskarżani Niemcy. 
Eskadra została przekształcona w pomocniczą grupę Luftwaffe i przeniesiona na obszar Czech. Na jej bazie powstały na przełomie 1944 i 1945 r. Wojska lotnicze Sił Zbrojnych Komitetu Wyzwolenia Narodów Rosji.

## Stan osobowy
Stan na maj 1944:
- dowódca – kpt. Michaił W. Tarnowski,
- zastępca dowódcy – por. W. W. Szyjan,
- szef sztabu – kpt. W. O. Uniszewski,
- zastępca szefa sztabu – por. P. I. Piesigołowiec,
- oficer łącznikowy Luftwaffe – por. W. Duus,
- lotnicy –kpt. W. K. Rubliewik, por. Moskaliec, por. P. W. Czkauseli, ppor. A. S. Karapetjan, ppor. A. N. Skobczenko, ppor. A. M. Sołowiew, ppor. W. I. Czeriepanow,
- nawigatorzy – ppor. Gorski, ppor. K. K. Miszyn, ppor. N. K. Nazarienko, ppor. Strokun,
- strzelcy pokładowi – ppor. M. I. Griszajew, ppor. Zurabiew, ppor. Sorokin, starszy feldfebel I. I. Nikonorow, feldfebel D. Kuzniecow, feldfebel A. Czujanow,
- inżynier – ppor. P. N. Szendrik,
- technik eskadry – por. W. I. Trunow,
- technicy zmianowi – feldfebel M. M. Baranow, feldfebel A. Razumow, feldfebel P. Rodionow,
- mechanicy – ppor. A. Donieckow, ppor. N. Masalski, ppor. W. Sierieda, feldfebel Krachin, feldfebel Łantiew,
- zbrojmistrz – ppor. Muchin,
- układacz spadochronów – starszy feldfebel Szewczuk.